# Emma Goldman
Emma Goldman (n. 27 iunie 1869 în Kovno, Lituania, pe atunci în Imperiul Rus - d. 14 mai 1940 în Toronto, Canada) a fost o militantă anarhistă americană, evreică originară din Lituania. Ea este cunoscută ca „femeia rebelă” sau „Emma cea roșie”, care a ținut discursuri și a scris articole cu caracter politic, având o serie de adepți înflăcărați, fiind criticată de unii pentru modul ei radical prin care căuta să rezolve problemele societății. Goldman joacă un rol important în dezvoltarea mișcării politice și filozofiei anarhiste, ca și a mișcării pacifiste radicale din secolul al XX-lea în SUA și Europa.
Emigrează la vârsta de 17 ani în SUA, fiind mai târziu deportată în Rusia, unde devine martoră a revoluției comuniste ruse din 1917. Trăiește câțiva ani în Franța unde cuprinde evenimentele în manuscrisele ei din anul 1936 din Războiul Civil Spaniol.